# Amatsu-Mikaboshi
Amatsu-Mikaboshi, el Rey del Caos, (天津-甕星: Mikaboshi Amatsu) es un personaje Japonés que aparece en los cómics estadounidenses publicados por Marvel Comics. El personaje es generalmente representado como un supervillano y dios demoníaco del mal que es más conocido como un enemigo de Hércules y Thor. Se basa en el Mikaboshi de la mitología japonesa y los dioses de Japón conocidos como Kami.

## Historia de la publicación
Amatsu-Mikaboshi apareció por primera vez en Thor: Blood Oath # 6 (febrero de 2006), y fue adaptado de la mitología por Michael Oeming y Scott Kolins.
El personaje aparece posteriormente en Ares # 1-5 (marzo-julio de 2006), y The Incredible Hércules # 117-120 (mayo-agosto de 2008).

## Biografía ficticia del personaje

### Historia
Según el Manual Oficial del perfil del Universo Marvel en Amatsu, hace miles de millones de años, después de que el Demogorge purgara a los Dioses Antiguos degenerados, los dioses Shinto Izanagi (divinidad séptima generacional del antiguo panteón Amatsu-Kami) e Izanami Aspecto de la Diosa Mayor de la Tierra, Gaea) se aventuró en un mundo sin forma (Tierra) que estaba dominado por un oscuro y primordial vacío donde la antigua fuerza de la naturaleza conocida como Amatsu-Mikaboshi existía y reinaba sola. La pareja divina empezó a poblar el mundo con seres vivos, así como con menores Amatsu-Kami, que más tarde fueron adorados como dioses por los habitantes  japonesas, lo que enfureció a Amatsu. Sus intentos de derrocar al incipiente panteón por parte de Amatsu-Kami fueron frustrados, y Amatsu fue obligado a descender a Yomi, que Izanagi designó como el mundo inferior de los japoneses, donde permaneció durante siglos.

### Thor: Blood Oath
Mikaboshi es un dios del mal contra los Kami, una raza de seres extradimensionales que fueron adorados como dioses por los antiguos japoneses. Durante milenios, él ha luchado para poseer la espada de Grasscutter, un arma sagrada al Kami igual al Mjolnir entre los dioses asgardianos. Thor, Fandral, Hogun y Volstagg, lucharon su camino más allá de los ejércitos de Mikaboshi de los no-muertos con el fin de tomar Grasscutter (que en este caso se parece a una katana normal, en lugar de la forma ken-like del original) y Ama, el hogar de Los dioses japoneses con él.

### Ares:God of war
Algún tiempo después de la disolución de Los Vengadores y antes del comienzo de la Civil War, Mikaboshi explora la ruptura del equilibrio divino de poder causado por el Ragnarok Asgardiano y libera la guerra contra los Olímpicos, con la intención de usar el lavado de cerebro de Alexander, Para permitirle a él y》a su horda demoníaca aniquilar todos los panteones de la Tierra después de la caída de los Olímpicos. Finalmente es derrotado por las fuerzas olímpicas, encabezadas por Ares y Hércules, pero no antes de que mate a Zeus apuñalándolo a través del pecho con sus oscuros tentáculos.

### Invasión secreta
Amatsu-Mikaboshi se une al "Escuadrón de Dios" de Hércules, sobre las violentas objeciones de Hércules. Él es el delegado ofrecido por los dioses de Oriente, dirigido por Izanagi-no-Mikoto, que dicen que es una oportunidad para él redimirse a sí mismo (aunque Hércules más tarde sugiere que probablemente sólo lo quería de sus manos y cuando ve por primera vez Mikaboshi lo ataca). Mikaboshi es útil en robar un mapa del reino de la pesadilla permitiendo que el pelotón de dios consiga al Skrull Dreamtime y los dioses de Skrull. Es aparentemente asesinado por la diosa Skrull Sl'gur't en la batalla final, pero se revela que ha sobrevivido y ha matado a la diosa Skrull cuando estaba en su forma, ahora al mando del ejército de dioses Skrull muertos de las deidades de esclavos . Mikaboshi promete vengarse de los olímpicos, libres de los sellos de los Kami y sin saber que está siendo observado a través de una encantadora piscina de vigilancia por una sonriente Atenea, la Diosa de la Sabiduría, quien afirmó que sus planes habían ido incluso mejor de lo que se esperaba.

### The Primordial Darkness
Algún tiempo después, se revela que Atenea se ha estado preparando durante muchos años contra la gran lucha con una "oscuridad primordial" que pronto descenderá sobre el mundo, siendo Mikaboshi, y diciéndole a Amadeus Cho que la fuerza de Hércules sería inútil contra el Rey Caos, pero la hipermensura super genial de Cho puede traerles el triunfo. Hera luego tiene una visión de Mikaboshi matando a Sharra y K'ythri, los dioses de la raza Shi'ar, e identifica a Mikaboshi como la personificación de la oscuridad que existía antes de la creación del mundo.

### Chaos War
Los dioses de Zenn-La, al detectar el acercamiento de Mikaboshi, se reúnen para prepararse para combatir su difusión de tinieblas. Thrann, Santo de la Ciencia, les dice que el Primer Motor, que dio al Universo Marvel "órbita, organización y orden" de un vacío de caos y nada, extrapoló la venida de la Estrella Nil como el heraldo de los últimos tiempos hace eones. Mikaboshi, con un ejército de divinidades alienígenas esclavizadas, invade el Plano Cósmico de los dioses de Zenn-La y los destruye fácilmente a pesar de sus esfuerzos unidos, esclavizando para reforzar aún más sus fuerzas. Mikaboshi siguiente comienza su asalto a la Tierra, matando brutalmente al Hombre Imposible a pesar de los intentos de este último por complacerlo y su complejo cambio de forma. Mikaboshi destruye después Pesadilla y reclama los poderes del Señor de los Sueños, incapacitando así a la mayoría de los defensores mortales de la Tierra y atrapándolos en el sueño. Hércules intenta convocar a la Eternidad para luchar por los protectores restantes de la Tierra, pero la Eternidad les dice que eso sería similar a luchar contra sí mismo, ya que Mikaboshi es el vacío contra el cual está definido. Los gobernantes del Infierno se reúnen contra Mikaboshi, uniéndose a sus fuerzas para defender la Perdición de sus garras, pero incluso ellos finalmente caen a su inmenso poder, con Mikaboshi dominando y devorando a Satanás y su poder, destruyendo el Inframundo y haciendo que la misma Muerte huya El Universo Marvel. Mikaboshi toma el control de un ejército de seres muertos, incluyendo a Zeus.
Después de esclavizar a los dioses caídos del Olimpo y usarlos para atacar al recién formado Escuadrón de Dios, incluso logrando bajar al poderoso Galactus mismo a través de Zeus, Mikaboshi y su ejército irrumpe en el pecho del antiguo Skyfather olímpico después de engañar a Hércules para perforar los escudos ocultando los hasta ahora ocultos Sala del Trono del Eje Celestial del Consejo Elite, lanzando un asalto devastador a los reinos divinos de todos los panteones de la Tierra y destruyendo a la mayoría de los dioses, incluso a las diversas Diosas mismas. Aunque los Amatsu-Kami mismos reúnen sus fuerzas y enfrentan a Mikaboshi, con su principal diosa del sol Amaterasu prometiendo derrotar a Mikaboshi como lo hicieron hace mucho tiempo, Mikaboshi la mata, derrota a los miembros restantes de su panteón y los esclaviza a todos contra el Escuadrón de Dios, Quienes inicialmente pretenden sellar a Mikaboshi de nuevo en Yomi antes de que los Kami los traicionen y los ataquen.
Amatsu-Mikaboshi incluso ganó aliados en Nekra y un Reaper resucitado. Incluso reclutó Abominación y le dio poder para servirle. Durante la lucha de Doctor Strange con Abominación, Amatsu-Mikaboshi atacó al Doctor Strange por detrás y despertó la parte Zom del Doctor Strange para ayudar a Amatsu-Mikaboshi en la búsqueda de Marlo Chandler. Amatsu-Mikaboshi incluso desató a Carrion Crow: Eater of the Dead para antagonizar a los miembros de X-Men revividos por el destino de uno de los diarios de Destiny que podría tener la clave para derrotar a Amatsu-Mikaboshi.
Amatsu-Mikaboshi disfrutó de la lenta muerte de su enemigo más antiguo, la Diosa Gea, que es la fuente de la creación y la que dio a luz a los dioses. Amatsu-Mikaboshi envía a Atenea a atacar a su hermano y al Escuadrón de Dios en una isla, que se unió a él para que el Universo pudiera ser recreado. Sin embargo, Athena termina derrotado por Hércules. Hércules lleva su pelea a Amatsu-Mikaboshi y los héroes lo atacan. El Rey del Caos comienza a consumir toda la realidad en la nada, aunque en realidad ha sido sellado en la continuidad que Cho y Galactus planeaban evacuar la Tierra.

## Poderes y habilidades
Amatsu poseía las habilidades convencionales de uno de los Kami, el orden de las deidades japonesas, como la fuerza sobrehumana, la velocidad, la durabilidad, la agilidad, la resistencia y las habilidades de recuperación, así como la alta capacidad de manejar alguna forma de potente magia negra japonesa, una marca De hechicería que parece especialmente eficaz contra las deidades olímpicas. Su fuerza física, al menos en su encarnación principal, es considerablemente menor que la de Zeus o Izanagi, y es aproximadamente igual a la del promedio Kami, pero Amatsu puede proyectar energía en una escala al menos rivalizando con la de Zeus y Izanagi. Al igual que los asgardianos, los dioses japoneses son extremadamente duraderos pero no verdaderamente inmortales como los olímpicos; Tienden a envejecer a un ritmo extremadamente lento al llegar a la edad adulta y son tres veces más densos que los seres humanos normales, aunque Amatsu mismo es inmortal.
Amatsu posee un vasto poder sobrenatural, que aparentemente es inherente a él. Puede usar esta energía mística para una variedad de efectos, entre los que se encuentran su capacidad para alterar su forma y forma; también a menudo tomó una forma femenina para parecer inofensivo. De otra manera, casi siempre se lo representa como un ser de energía negra y sombría con una máscara para una cara. Puede transformar sus extremidades en cuchillas afiladas, formar tentáculos y tentáculos para atacar a los enemigos, y asumir la forma de una serpiente que respira fuego, que el fuego de Apolo no pudo afectar y que pudo tomar represalias con una explosión de fuego lo suficientemente poderosa. para dañar y derribar incluso a la deidad del sol olímpico. Ha empleado poderes de vuelo, teletransportación, la proyección de energía mística como explosiones de fuerza, invisibilidad, manipulación de la materia, proyección de imágenes y la creación de puntos nexus interdimensionales entre otras hazañas, como la creación de "sombras" para evitar la detección por Entidades mágicas oscuras de alto nivel, como Pesadilla, en el propio reino de este último. Su poder es de tal magnitud que puede controlar numerosos demonios menores, así como animar y manipular los cadáveres en masa a voluntad. además, incluso los propios Kami parecen desconfiar y temer a Amatsu, a quien consideran su enemigo primordial, especialmente porque él mismo ha sacrificado gran parte de su panteón. Amatsu fue capaz de matar incluso deidades extraterrestres formidables, destruyendo el Demogorge (una entidad que devoró a los dioses ancianos) con relativamente poco esfuerzo, así como paralizando y matando a los Padres del Cielo como Zeus arrancándole el corazón en segundos.
Más parecido a una fuerza de la naturaleza que a un ser físico, y habiendo existido como un vacío oscuro y primordial que alguna vez dominó la Tierra (y antes incluso eso, el Universo Marvel, y antes incluso esto, las realidades anteriores al Universo Marvel) En los primeros días, la verdadera forma de Amatsu es elusiva. Aparentemente, existe como un solo ojo dorado caracterizado por un iris con forma de hendidura. El ojo está rodeado por una masa amorfa de energía oscura, que Amatsu puede formar en objetos tangibles de prácticamente cualquier forma que pueda imaginar, como tentáculos de tipo látigo o un cuerpo humanoide. También puede asumir una apariencia similar a un cometa (con su ojo que sirve como núcleo del cometa) y propulsarse a velocidades increíbles. Es inmune a la mayoría de las enfermedades y posee reflejos extremadamente rápidos. Amatsu posee un intelecto extremadamente alto que rivaliza con el nivel de genio, y es un estratega consumado, aunque su táctica preferida es simplemente abrumar a los oponentes con el número de sus soldados demoníacos. Su ejército contiene muchos habitantes del mundo inferior, en su mayoría shinma y oni.
Como una entidad demoníaca, y el conquistador de Yomi, el submundo japonés de los Kami, Amatsu también tiene varios poderes que le permiten capturar y detener los cuerpos astrales (vainas del alma) de seres humanos recientemente muertos; En al menos una instancia, Amatsu ha sido demostrado capaz de liberar a un difunto alma mortal de nuevo en el reino de los vivos. Amatsu no tiene jurisdicción sobre todos los difuntos de la humanidad. Todavía no se sabe cuáles son las condiciones previas para que él manipule un alma humana, ni tampoco los medios precisos con los que realiza la hazaña conocida. Aparentemente, estas condiciones requieren que el ser humano en cuestión se someta voluntariamente a la voluntad de Amatsu. Todavía no se sabe cómo un ser humano puede liberarse de la esclavitud a Amatsu. Tampoco se revela si Amatsu "se alimenta" de las energías psíquicas como hacen otros demonios.
Después de tomar el control sobre miles de deidades alienígenas de los Skrulls, y usarlos para desgarrar mundos y realidades para eliminar a los dioses de innumerables otras civilizaciones extraterrestres, como los dioses de Shi'ar y los dioses de Zenn-La, Amatsu fue Capaz de reunir suficiente poder para arrojar su "forma terrenal" y emerger en el Rey del Caos, la encarnación primaria de la nada y el caos primordial que sirvió como un poder natural opuesto tanto a la Eternidad como a la Muerte, y una amenaza para todo el Marvel Multiverse. Todos sus seres vivos vivos o muertos, seres conceptuales abstractos, entidades cósmicas y divinitas menores.
Oblivion, dijo que Amatsu era solo un aspecto de sí mismo.